# Durango (staat)
Durango is een deelstaat van Mexico. Het heeft een oppervlakte van 123.181 km² en 1.832.650 inwoners (2020). De hoofdstad is Victoria de Durango, maar wordt in het dagelijks taalgebruik ook Durango genoemd. De staat grenst aan Chihuahua, Coahuila, Zacatecas, Nayarit en Sinaloa.
De staat omvat het noordwestelijk deel van het hoogland van Mexico. Aansluitend, in het westen van de staat, bevindt zich de Westelijke Sierra Madre. In dat gebied worden mineralen gewonnen. Grote delen van de staat zijn woestijn. In de vruchtbare gebieden wordt onder andere katoen, tarwe, suiker, tabak en maïs verbouwd.
Het gebied werd gekoloniseerd onder leiding van Francisco de Ibarra in 1562. Dat was relatief laat, omdat de inheemse bevolking veel weerstand bood. In de koloniale tijd werd Durango samen met Chihuahua als Nieuw-Biskaje (Nueva Vizcaya) bestuurd. Kort na de onafhankelijkheid van Mexico werd Durango tot deelstaat verheven.

## Gemeenten
Durango bestaat uit 39 gemeenten, zie Lijst van gemeenten van Durango.